# Ayau
Ayau, auch Ayu, indonesisch Pulau Ayu genannt, ist die Hauptinsel der indonesischen Ayau-Inseln in der Halmaherasee.

## Geographie
Ayau liegt auf dem östlichen Kranz des südlichen Riffs der Inselgruppe. Auffällig ist die fast kreisrunde Bucht im Südwesten von Ayau, an welcher Ayu, der Hauptort der Insel, liegt.

## Verwaltung
Administrativ bildet die Insel Ayau einen eigenen Distrikt (Kabupaten), während die anderen Inseln der Gruppe als Distrikt Ayauinseln (Kepulauan Ayau) zusammengefasst werden.